# Étienne Constantin de Gerlache
Étienne Constantin de Gerlache (ur. 25 grudnia 1785 w Biourge, Niderlandy Austriackie, zm. 10 lutego 1871 w Ixelles, Belgia) – belgijski polityk, prawnik; pierwszy premier Belgii od 25 lutego 1831 do 28 marca 1831. Prezydent Izby Reprezentantów Belgii od 10 września 1831 do 15 listopada 1832. Później został prezesem Belgijskiego Sądu Kasacyjnego, funkcję tę pełnił do 1867.